# Mestre-cuca
Mestre-cuca é um cozinheiro com um nível diferenciado de habilidades em sua profissão.   É uma designação introduzida no vocabulário brasileiro a partir da década de 1880,para cozinheiro.  

## História
No Século XIX, no início da comercialização do forno fogão, este era denominado em inglês master cooker, sendo o termo aportuguesado para mestre cuca. Antes disso não se assinala a ocorrência da locução mestre cuca na imprensa brasileira.

A frase acquisição de um perfeito mestre cuca aparece num anúncio publicado no jornal Pacotilha em 1889
Além disso, cuca é corruptela de cuco, ambas palavras de etimologia latina, Coquus, que significa cozinheiro. Cozinhar, por sua vez, vem do infinitivus (segundo tempo primitivo) Coquere. A partir dessa palavra se originaram várias outras como Coquina (cozinha) e Cocção.